# Luiz Fernando da Graça
Luiz Fernando Mogor da Graça (Santo André, 1 de agosto de 1983) é um atirador esportivo brasileiro.
Integrou a delegação nacional que disputou os Jogos Pan-Americanos de 2011, em Guadalajara, no México, onde conquistou a medalha de bronze na prova da fossa dublê.
Integrou a equipe de tiro desportivo que disputou os Jogos Pan-Americanos de 2015 em Toronto, no Canadá.